# Ilja Leonard Pfeijffer
Ilja Leonard Pfeijffer (Rijswijk, 1968. január 17. –) holland költő, regényíró, polemikus és klasszika-filológus. A hollandiai Rijswijkben született, Leidenben tanult, élt és dolgozott, majd 2008-ban végleg az olaszországi Genovába költözött.

## Életrajza
Ilja Leonard Pfeijffer 1968. január 17-én született a hollandiai Rijswijkben.
1998-ban debütált Van de vierkante man című gyűjteményével, amely ötven, erősen individualista verset tartalmaz. Ezzel a debütálással 1999-ben elnyerte C. Buddingh költészeti díját.
A költészet mellett Pfeijffer egy ideig görög tudós is volt a Leideni Egyetem munkatársainál. Értekezést írt Pindarosz költészetéről, és klasszikus irodalomtörténetet publikált az általános olvasó számára. Saját költészetével kapcsolatban szókimondó nézeteket vall, nemcsak a gyakran idézett programszerű nyitóversében, a „Búcsúvacsora”-ban, amelyben elveti a hermetikus Hans Favereyt, és „vajban sült képekre / és bulimiás versekre” szólít fel. Pfeijffer költői polémiája nem hagy kétséget afelől, hogy milyen költészetet részesít előnyben. Rokonságot érez Luceberttel, és irtózik az introvertált hermetikusok és a szelíd szívű álmodozók papírversétől ("botlik, merev romantikus, motyogj tovább"). A költészetnek legyen élete, és lehetőleg – Lucebert szavaival élve – „teljes élet”.
Így Pfeijffer, a „találkozások kiderítője” nemcsak Pindaroszt és Ezra Poundot, Horatiust és Lucebertet, Szophoklészt, Derek Walcottot, Herman Gortert, Hans Favereyt, Martinus Nijhoffot és Gerard Reve-t idézi, hanem képregényszereplőket is. Nemcsak a politikai mártírról, Ken Saro Wiwa-ról ír, hanem C&A pulóverekről és Fiat Cromáról, vonalkódokról, dobozos sörről, fenekes és garamond tízpontos dőlt betűről is ír. A költőből sem a humor, sem az öngúny, sem a komolyság nem hiányzik forrón gyengéd szerelmes verseinek tanújaként: „És bár énekeltem és átadtam az ágyékomat / És nem sikerült felperzselned az érzékeimet / Haszontalan fehérnek kell lennem a fehéren."

## Művei

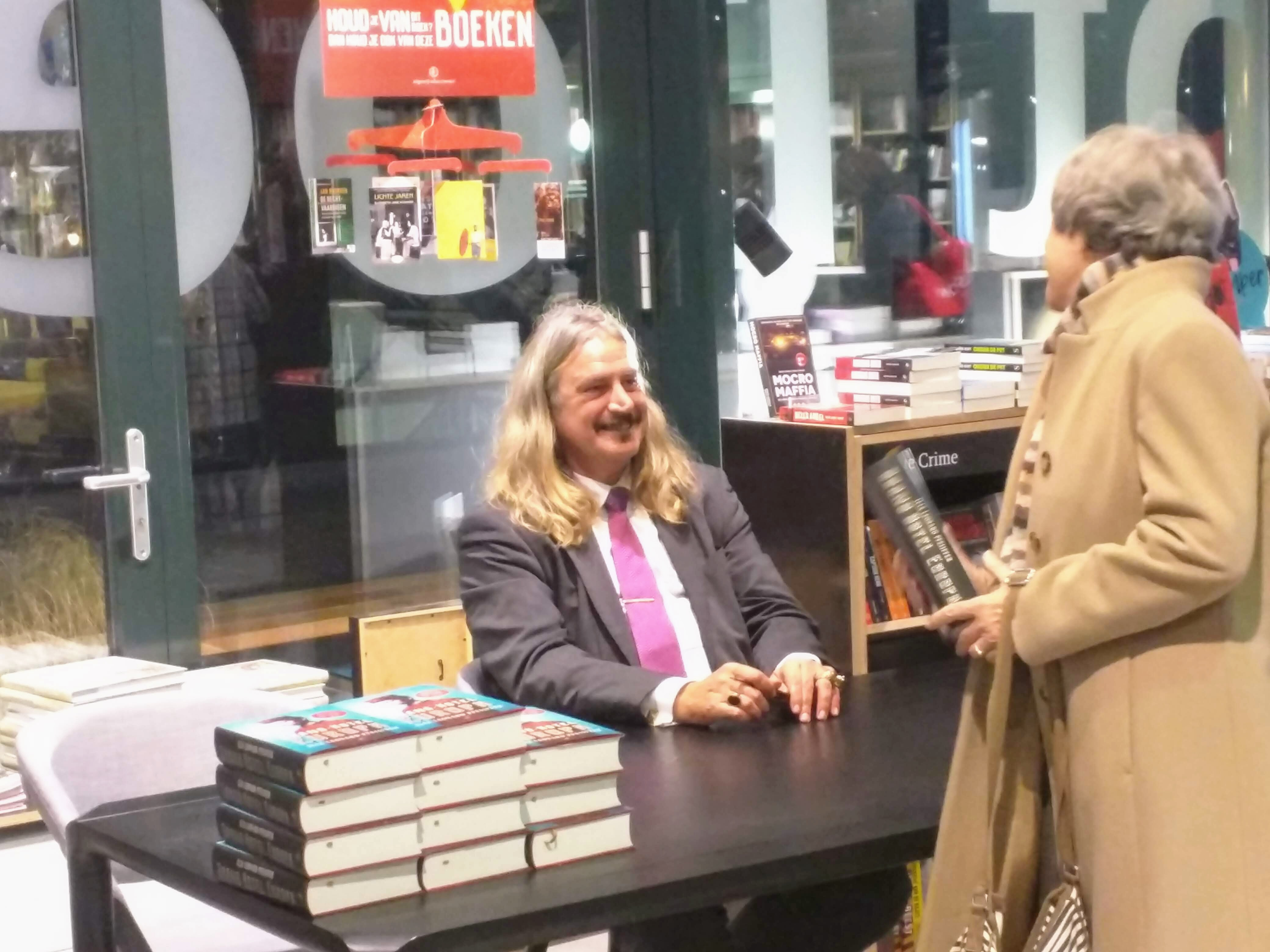
Pfeijffer dedikálja Grand Hotel Europa című regényét Eindhovenben (2019)

### Költészet
- Van de vierkante man, 1998
- Het glimpen van de welkwiek, 2001
- Dolores. Elegieën, 2002
- In de naam van de hond. De grote gedichten, 2005
- De man van vele manieren (összegyűjtött versek), 1998–2008
- Idyllen, 2015
- Giro Giro Tondo, een obsessie, 2015
- Van oorlog en liefde: een heldendicht, Poëziegeschenk voor Bookstoreday (2017)
- Sonnetten 2018 (2019)
- Sonnetten 2019 (2020)

### Próza
- De antieken. Een literatuurgeschiedenis (irodalomtörténet), 2000
- Rupert. Een bekentenis (regény), 2002
- Het geheim van het vermoorde geneuzel (esszék), 2003
- Het grote baggerboek (regény), 2004
- Het ware leven. Een roman (regény), 2006
- De eeuw van mijn dochter (színdarab), 2007
- Second Life. Verhalen en reportages uit een tweede leven (esszé), 2007
- Malpensa (színdarab), 2008
- De filosofie van de heuvel. Op de fiets naar Rome (útleírás, Gelya Bogyatishchevával), 2009
- Harde feiten. Honderd romans (elbeszélés), 2010
- De Griekse mythen (mitológiai antológia), 2010
- La Superba (regény), 2013
- Brieven uit Genua (levelek), 2016
- Grand Hotel Europa (regény), 2018
- Monterosso mon amour (novella), 2022
- Alkibiades (regény), 2023

### Magyarul megjelent
- Grand Hotel Europa – Gondolat, Budapest, 2021 · ISBN 9789635561322 · Fordította: Bérczes Tibor, Fenyves Miklós

## Egyéb információk
- Honlapja
- "Ilja Pfeijffer, más néven Ilja Pfeiffer, a legjelentősebb holland költő", szatirikus weboldal

## Fordítás
- Ez a szócikk részben vagy egészben  az   Ilja Leonard Pfeijffer című angol Wikipédia-szócikk fordításán alapul.  Az eredeti cikk szerkesztőit annak laptörténete sorolja fel. Ez a jelzés csupán a megfogalmazás eredetét és a szerzői jogokat jelzi, nem szolgál a cikkben szereplő információk forrásmegjelöléseként.